# Mexichthonius exoticus
Mexichthonius exoticus es una especie de arácnido  del orden
Pseudoscorpionida de la familia Chthoniidae.

## Distribución geográfica
Se encuentra en Texas (Estados Unidos).